# 니가타현 제2구
니가타현 제2구(新潟県 第2区)는 일본의 중의원 선거구이다. 1994년 공직선거법으로 신설되었다.

## 지역
- 니가타시
  - 미나미구 (니가타시) 일부
  - 니시구 (니가타시) 일부
  - 니시칸구
  - 나가오카시 일부
- 가시와자키시
- 쓰바메시
- 사도시
- 니시칸바라군
  - 야히코촌
- 산토군
  - 이즈모자키정
- 가리와군
  - 가리와촌